# Богомолов, Александр Ефремович
Алекса́ндр Ефре́мович Богомо́лов (1900—1969, Москва, РСФСР) — советский дипломат. Чрезвычайный и полномочный посол (14 июня 1943).

## Биография
Член ВКП(б). Окончил Высшее военно-политическое училище. В 1919—1930 годах служил в РККА.
В 1930-е года — доцент, заведующий кафедрой диалектического и исторического материализма Московского государственного университета им. М. Н. Покровского и Всесоюзного института кожевенной промышленности им. Л. М. Кагановича.
- В 1938—1939 годах — инструктор отдела руководящих партийных органов ЦК ВКП(б).
- В 1939—1940 годах — генеральный секретарь, заведующий I Западным отделом НКИД СССР.
- С 29 марта 1940 по 30 июня 1941 года — полномочный представитель, чрезвычайный и полномочный посол СССР во Франции.
- С 1941 по 30 ноября 1943 года — чрезвычайный и полномочный посол СССР при Союзных правительствах в Лондоне, при правительствах Польши, Югославии, Греции и Норвегии в Лондоне.
- В 1942—1943 годах — чрезвычайный и полномочный посол СССР при правительствах Люксембурга и Бельгии в Лондоне.
- В 1943 году — чрезвычайный и полномочный посол СССР при правительстве Нидерландов в Лондоне.
- С 21 сентября 1943 по 23 октября 1944 года — полномочный представитель СССР при Французском комитете национального освобождения.
- С 23 октября 1944 по 25 марта 1950 года — чрезвычайный и полномочный посол СССР во Франции.
- С марта 1950 по июль 1952 года — заместитель министра иностранных дел СССР.
- С 7 июля 1952 по 16 января 1954 года — чрезвычайный и полномочный посол СССР в Чехословакии.
- С 22 января 1954 по 2 марта 1957 года — чрезвычайный и полномочный посол СССР в Италии.
- В 1957—1962 годах — советник МИД СССР.
- С 1958 года — заместитель председателя Общества советско-итальянской дружбы.

Участник Тегеранской (1943), Ялтинской и Потсдамской (1945) международных конференций.
Похоронен на Новодевичьем кладбище.

## Семья
Сын Александра Ефремовича Богомолова Сергей (1926—2004) также был дипломатом, в 1977—1978 годах занимал пост посла СССР в Испании.
Жена — Лидия Александровна Богомолова (Чернявская) (1914—2000), ответственный редактор французского издания журнала «Советская женщина».

## Награды[1]
- орден Ленина (1 июня 1944)
- Орден Отечественной войны I степени (5 ноября 1945)
- Орден Белого льва I степени (29 июля 1944 года, ЧССР)[2]